# Lepanthes papillipetala
Lepanthes papillipetala es una especie de orquídea epífita originaria de Chiapas hasta el El Salvador.

## Descripción
Es una orquídea de pequeño tamaño, con hábitos de epífita con ramicaules erectos envuelto por 4  vainas lepantiformes ciliadas de color marrón con dilatación de las pupilas, ciliadas-escabrosa densamente, mucronada ostia que llevan  hojas elípticas - obtusas a subagudas, coriáceas, carnosas,   tridenticulada apical, el diente central es muy llamativo, de color verde oscuro por encima, manchada de púrpura debajo, estrechándose gradualmente abajo en la  base cortamente peciolada. Florece en el verano tardío con sólo una  flor a la vez, siempre más corta que la hoja, de 7 mm  de largo.

## Distribución y hábitat
Se encuentra en México, Guatemala y El Salvador en los bosques montanos siempreverdes altos en elevaciones alrededor de 700-1.650 metros. 

## Taxonomía
Lepanthes papillipetala fue descrita por Robert Louis Dressler y publicado en Rhodora 61(721): 14–15. 1959.

Etimología
Ver: Lepanthes
papillipetala: epíteto latíno que significa "papila pétalo".